# Эренж
Эре́нж (фр. Éringes) — коммуна во Франции, находится в регионе Бургундия. Департамент коммуны — Кот-д’Ор. Входит в состав кантона Монбар. Округ коммуны — Монбар.
Код INSEE коммуны — 21248.

## Население
Население коммуны на 2010 год составляло 64 человека.
| 1962 | 1968 | 1975 | 1982 | 1990 | 1999 | 2010 |
| ---- | ---- | ---- | ---- | ---- | ---- | ---- |
| 95   | 99   | 96   | 82   | 70   | 71   | 64   |

## Экономика
В 2010 году среди 42 человек трудоспособного возраста (15—64 лет) 29 были экономически активными, 13 — неактивными (показатель активности — 69,0 %, в 1999 году было 74,4 %). Из 29 активных жителей работали 27 человек (17 мужчин и 10 женщин), безработных было 2 (1 мужчина и 1 женщина). Среди 13 неактивных 4 человека были учениками или студентами, 6 — пенсионерами, 3 были неактивными по другим причинам.